# Mika Ninagawa
Mika Ninagawa (蜷川 実花 Ninagawa Mika?, Tokio, 18 de octubre de 1972) es una fotógrafa y directora japonesa, conocida por sus fotografías de colores brillantes de flores, peces de colores y paisajes.

## Biografía
Hija del director de teatro Yukio Ninagawa, llegó a la fama por primera vez a fines de la década de 1990 como parte del movimiento 'Girly Photo' de Japón (en el que los aficionados tomaban fotos de objetos cotidianos). Su trabajo se exhibió por primera vez fuera de Japón en 1997 en la tienda conceptual parisina Colette (boutique), y en 2001 recibió el 26° Premio Kimura Ihei.
En 2014, fue nombrada miembro de la junta ejecutiva del Comité Organizador de Tokio para los Juegos Olímpicos y Paralímpicos de 2020.

## Trabajo
Ninagawa ha tenido un importante éxito comercial en moda y publicidad. Hizo su debut como directora de largometraje en 2007 con Sakuran. En septiembre de 2010, su video musical para la canción de AKB48 "Heavy Rotation" fue lanzado. Dirigió la adaptación cinematográfica de acción en vivo del manga Helter Skelter en 2012.

## Premios
- 1996: Gran Premio, noveno Shashin Hitotsubo Diez
- 1996: Premio al Nuevo Cosmos de Excelencia en Fotografía, Canon[3]
- 1998: Premio de estímulo fotográfico, Konica[4]
- 2001: 26º Premio Kimura Ihei, Asahi Shimbun Publishing Co.[5]
- 2006: Premio Museo de Arte Ohara
- 2012: Premio Kaneto Shindo 2012

## Otros proyectos
Ninagawa participó en el diseño interior del Bar & Cafè en el café y bar Bund en Shanghái, China.
Ninagawa participó en el diseño de la librea externa de un nuevo tren de excursión Genbi Shinkansen que JR East operará en Japón a partir de la primavera de 2016.
Aparece junto a su compañero director de cine Yūichi Fukuda, en una escena como pareja, en el drama especial de 2 días de TV Tokio 2019 protagonizado por Shun Oguri y Tsuyoshi Muro, "Futatsu no Sokoku" (Dos países de origen).